# Hängfärjan i Rouen

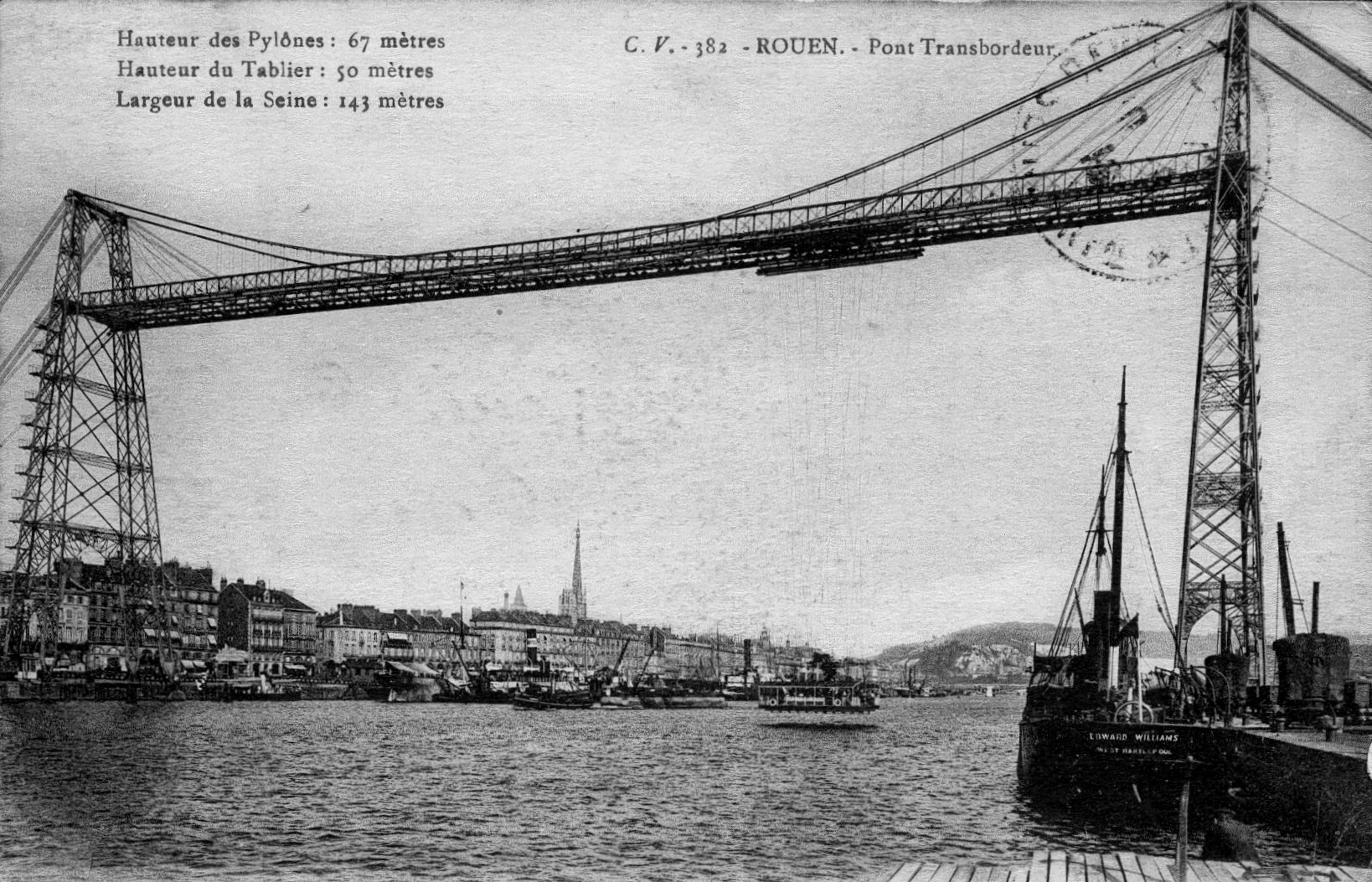
Hängfärjan i Rouen, före 1914

Hängfärjan i Rouen (franska: Pont transbordeur de Rouen) var en hängfärja över Loires flodarm Madeleine i Nantes i Frankrike, i höjd ned nuvarande Pont Anne de Bretagne, mellan Quai de la Fosse och Île de la Prairie-au-Duc.
Staden Rouen beslöt att uppföra en hängfärja i september 1895. Hängfärjan konstruerades av Ferdinand Arnodin och öppnades den 15 september 1899 som den andra hängfärjan i världen. Den revs 1940.  
Spannet var 143 meter och höjden 70 meter, med 51 meters seglingsfri höjd. Gondolen hade två väderskydd, ett i I:a klass och ett i II:a. Körvagnen gick på hjul på två skenor, som stöttades av balkar i överbyggnaden. Under körvagnen hängde en gondol på 130 kvadratmeter, som kunde lasta 15 ton. Gondolen hade en körfil i mitten för vagnar, vilken omgavs av två väderskydd, ett i I:a klass med soffor och ett i II:a med endast ståplatser. 
Körvagnen drevs av två elektriska motorer. 
Med undantag för ett uppehåll för ett större underhåll maj 1926–juli 1930  försiggick transporterna till den 9 juni 1940. Då sprängde franska soldater hängfärjan för att försvåra den tyska arméns framträngande. 

## Bildgalleri

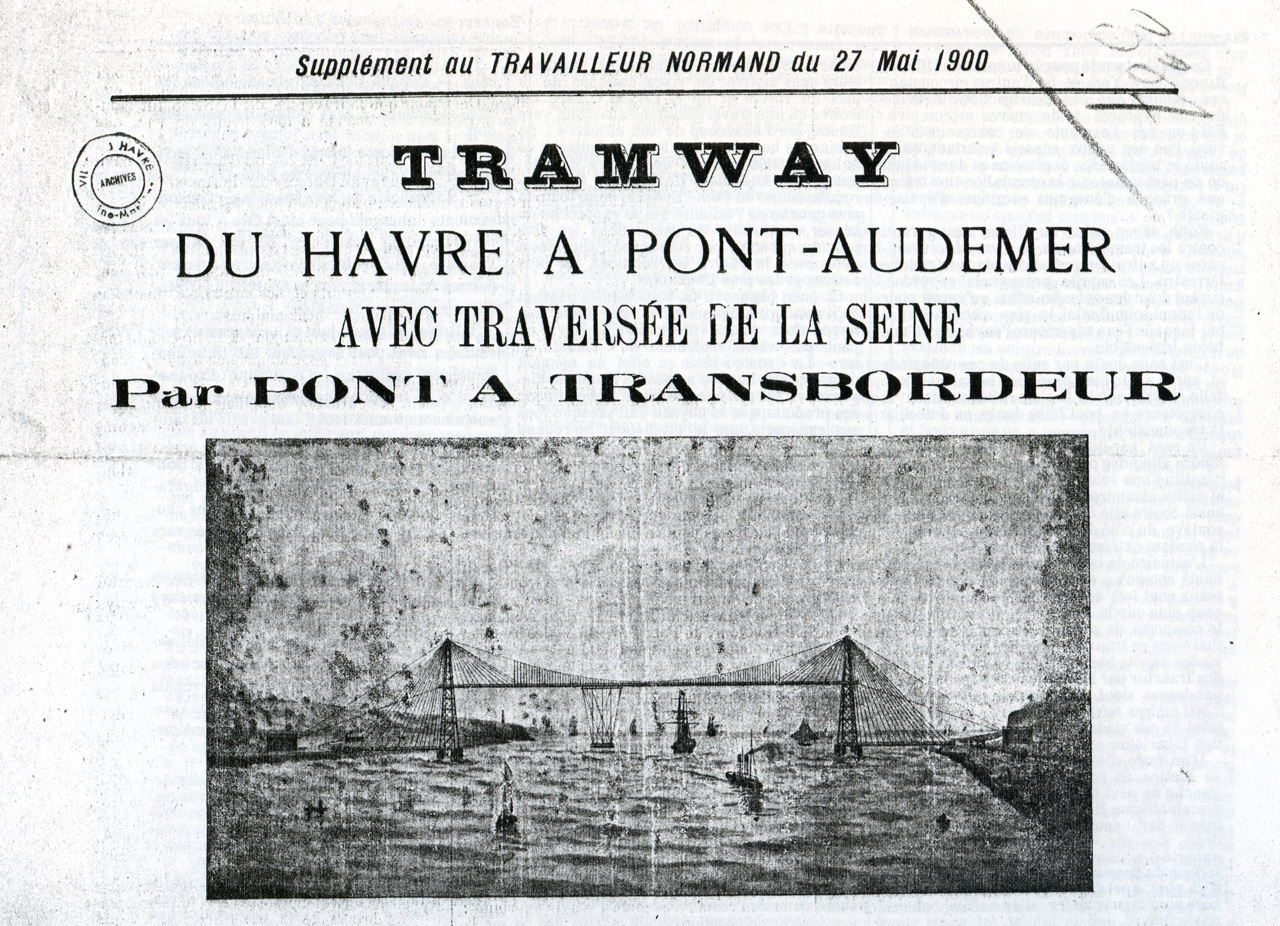
Annons för hängfärjan
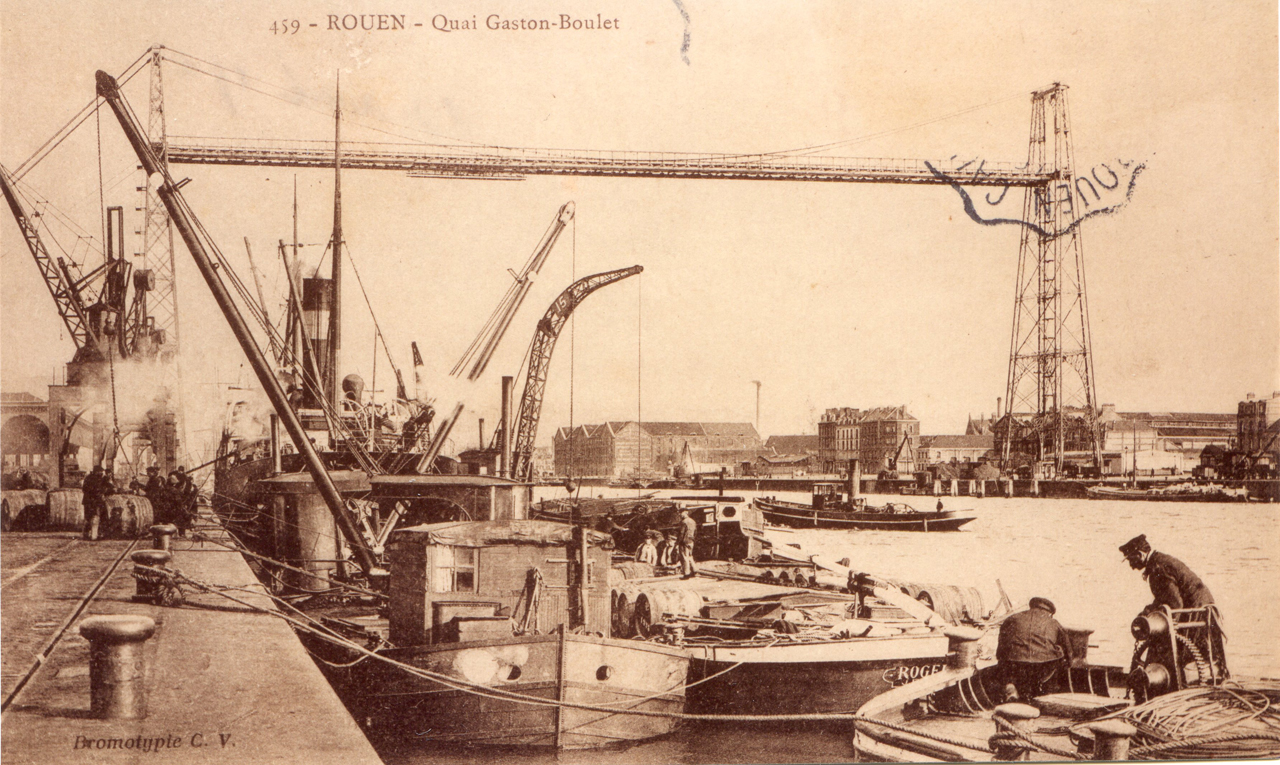
Quai Gaston-Boulet med hängfärjan, 1903 eller 1904
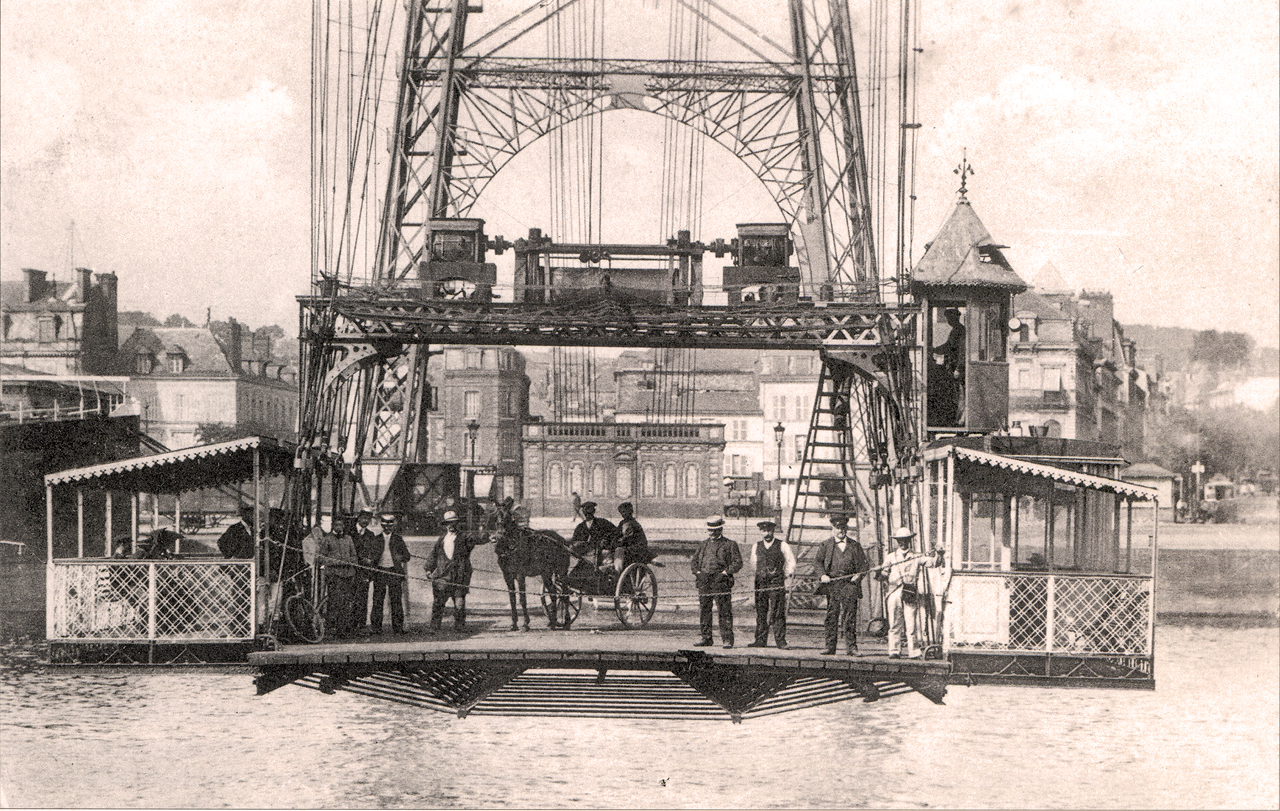
Gondolen
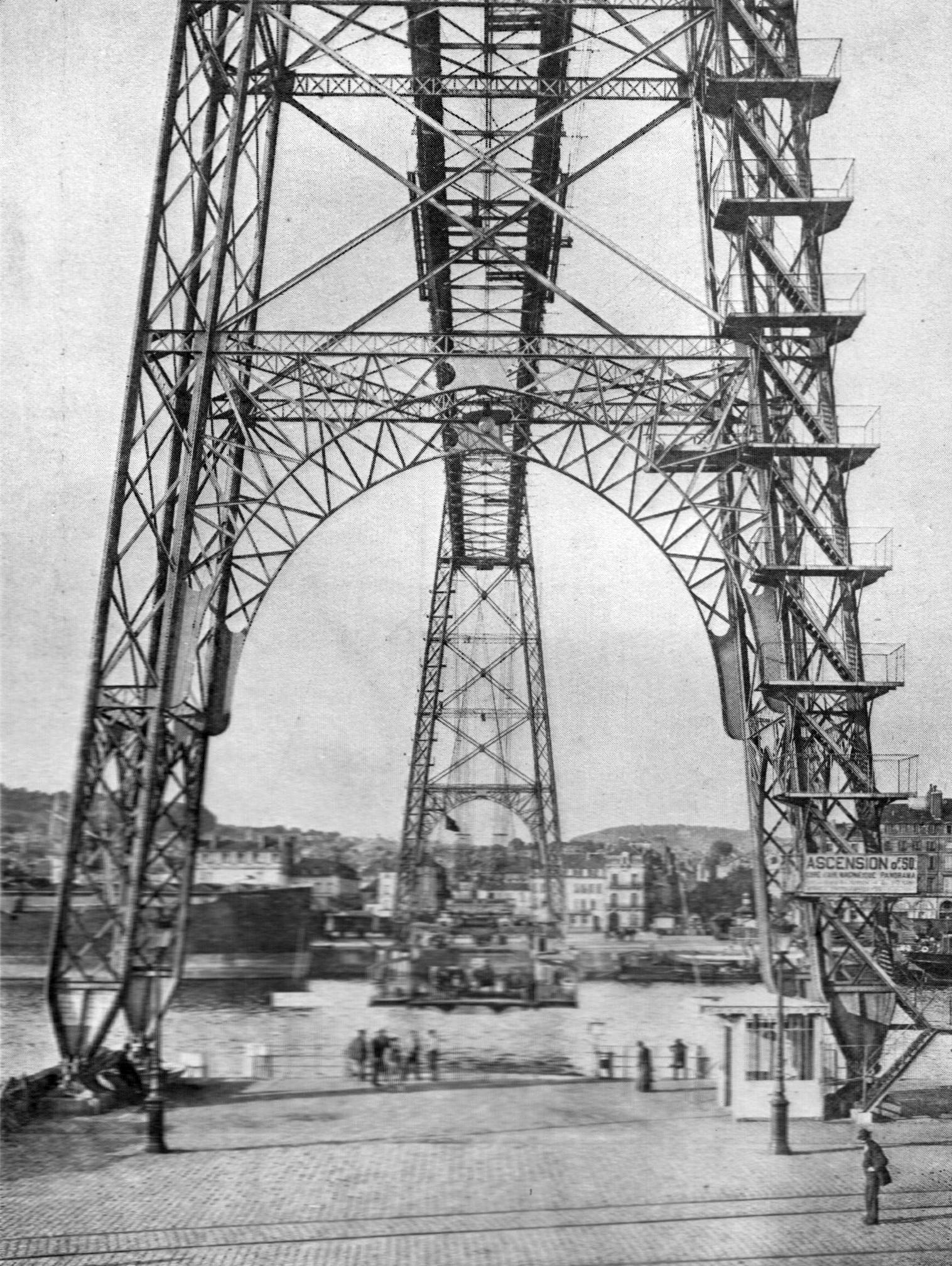
Gondolen på väg in mot rampen